# Genserico
Il Genserico  oder Genserico, auch fälschlicherweise Olibrio (HWV A2), ist ein Fragment für ein Dramma per musica in drei Akten von Georg Friedrich Händel. Mitten im ersten Akt ließ Händel das Stück aus unbekannten Gründen liegen. Die Musik verwendete er anderenorts.

## Entstehung

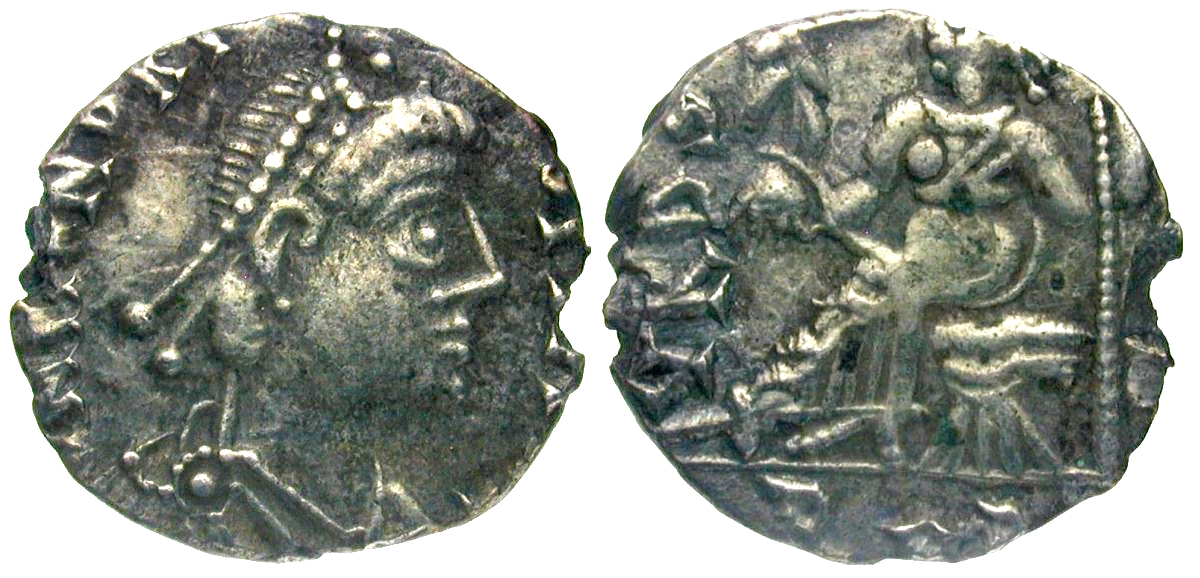
Silbermünze Siliqua, Geiserich

Nach der Eröffnung der neunten Spielzeit der Royal Academy of Music mit einer Wiederaufnahme des Admeto und der Uraufführung des Riccardo Primo im November 1727 machte sich Händel an die Komposition der zweiten Oper für die laufende Saison: Genserico, möglicherweise nach einem Libretto von einem seiner Londoner Dichter (Nicola Francesco Haym ?), das dieser nach der Vorlage von Nicolò Beregan (Venedig 1669, mit Musik von Antonio Cesti) und dem deutschen Pendant von Christian Heinrich Postel (Musik: Johann Georg Conradi, Hamburg 1693, und Georg Philipp Telemann als Sieg der Schönheit, Hamburg 1722) erstellt hatte.
Beregans Libretto war der Herzogin Benedikta Henriette von Braunschweig-Lüneburg gewidmet. Insofern war das Thema in Hannover bekannt und Händel damit möglicherweise in Berührung gekommen. Da seine Version näher an Postels Text als am venezianischen Original ist, können wir die Existenz eines dazwischenliegenden italienischen Textbuches, also zwischen 1669 und 1693, vielleicht sogar in Verbindung mit Hannover, annehmen. Diese Zwischenfassung könnte somit für Händels Text, der zu beiden genannten Libretti Verbindungen aufweist, die Grundlage gewesen sein.
Die von Charles Burney und vielen Biographen bis zu Friedrich Chrysander vertretene These, der Text von Händels Genserico gehe auf das Libretto zu Flavio Anicio Olibrio von Apostolo Zeno, das jener 1707 für das Teatro San Giovanni Grisostomo in Venedig geschrieben hatte, zurück, gilt inzwischen als widerlegt. Burney hatte eine dahingehende irreführende Eintragung in das Autograph des Siroe (Seite 29) gemacht, die von der Musikwissenschaft zunächst ungeprüft übernommen wurde. Aus diesem Grund findet man gelegentlich Besprechungen des Händel’schen Opernfragments unter dem Titel Olibrio oder Flavio Olibrio.
Aus unbekannten Gründen verwarf Händel jedoch die Arbeit am Genserico, als er die neunte Szene des ersten Aktes erreicht hatte. Während der Einleitungschor und die sechs Arien dieser Szenen vollständig instrumentiert sind, blieben sämtliche Secco-Rezitative, von denen nur die Texte zwischen die Notenlinien eingetragen wurden, ohne Noten. Die Besetzung der Partien ergibt sich aus der Schlüsselung.
Mögliche geplante Besetzung (nach Strohm)
- Genserico – Giuseppe Maria Boschi (Bass)
- Onorico – Francesco Bernardi, genannt „Senesino“ (Mezzosoprankastrat)
- Eudossia – Francesca Cuzzoni oder Faustina Bordoni (Sopran)
- Placidia – Faustina Bordoni oder Francesca Cuzzoni (Sopran)
- Flacilla – Mrs. Wright (Sopran)
- Olibrio – Antonio Baldi (Altkastrat)
- Elmige – Giovanni Battista Palmerini (Bass)

Im Juni 2012 gab es während der Händel-Festspiele in Halle (Saale) eine konzertante Aufführung eines Pasticcios unter dem Titel Gensericos Rache, das die Arien dieses Fragments mit ausgewählten Stücken Telemanns zu diesem Sujet und Texten des Berliner Schriftstellers Christoph Klimke verband. Unter der Leitung von Lorenzo Ghirlanda spielte das Jugendbarockorchester „Bachs Erben“.

## Handlung
Das Libretto beginnt zum Zeitpunkt der zweiten Plünderung Roms im Jahre 455. Nach der Ermordung des Kaisers Valentinian III. im Auftrag des Usurpators Petronius Maximus brachte der legendäre Vandalenkönig Gensericus das mächtige Rom durch einen genialen Coup in seine Gewalt. Die Vandalen (oder Wenden) plündern und morden vor allem die männliche Bevölkerung, zugleich wollen sie die schönen Römerinnen für sich gewinnen und so auch in Liebesdingen über das Herz des Imperiums triumphieren: Gensericus will die römische Kaiserwitwe Eudossia für sich, während sein bisher bindungsunwilliger Sohn Onorico deren Tochter Flacilla bekommen soll. Der Vandalenfürst Elmige wiederum verliebt sich heftig in Placidia, die aber bereits mit dem Römer Olibrio verlobt ist. Es beginnt sich ein Liebeskarussell zu drehen – und nach Überwindung einiger Hindernisse finden sich die Paare.

## Musik
Händel verwendete die bereits entstandene Musik für die nachfolgenden Opern Siroe (HWV 24) und Tolomeo (HWV 25). Die ursprünglichen Seiten der Ouvertüre des Genserico übernahm er, ohne sie neu zu schreiben, in die Partitur des Tolomeo, der einleitende Chor bildet die Grundlage des Schlusschores dort. Im ersten Akt des Siroe stützte sich Händel auf fünf der sechs Arien, die er für Genserico komponiert hatte. Zwei übernahm er unverändert nur mit anderem Text, drei nehmen die Ideen der Vorlage auf und modifizieren sie für den neuen Zusammenhang. Händel verschwendete also nichts. Die sechste Arie (È già stanca l’alma altera di portar, Nr. 7) war ohnehin schon eine Eigen-Anleihe aus seiner italienischen Studienzeit: Non ha forza nel mio perto altro affetto (Kantate Care selve, aure grate, HWV 88, Rom 1707/08).

„Hätten die beiden andern Arien [Ho nel seno un certo core und Stimo fedele] nicht zufällig so gut in den neuen Zusammenhang gepaßt und dadurch eine neue Abschrift des Componisten unnöthig gemacht, so würden wir von seiner Bearbeitung des Flavio Olibrio [Genserico!] wohl nichts erfahren haben. Daß die Urschrift der dritten Arie [Son come un arboscello] sich dabei befindet, muß uns besonders lieb sein. Sie ist nicht einfach entlehnt, sondern für Faustina bedeutend umgestaltet und ganz neu durchgebildet; sie ist daher nicht nur als Ueberbleibsel eines unbekannten und unvollendeten Werkes, sondern auch als musikalische Variante lehrreich und merkwürdig.“

Die erhaltenen und umgearbeiteten Sätze verteilen sich auf die beiden folgenden Opern wie folgt:
- Ouvertüre → Tolomeo: Ouvertüre
- Applaudo ogn’uno l’Eroe sovrano (Nr. 1) → Tolomeo: Applauda ogn’uno il nostro fato (Schlusschor, Nr. 31, Umarbeitung)
- Quando contento di stragi (Nr. 2) → Siroe: Se il mio paterno amore, (Nr. 2, Umarbeitung)
- Di pur se il cor si piega (Nr. 3) → Siroe: Se il labbro amor ti giura (Nr. 4, Umarbeitung)
- Ho nel seno un certo core (Nr. 4) → Siroe: Or mi perdo di speranza (Nr. 9, nur neuer Text)
- Stimo fedele (Nr. 5) → Siroe: Chi, è più fedele (Nr. 8, nur neuer Text)
- Son come un arboscello (Nr. 6) → Siroe: D’ogni amator la fede (Nr. 3, Umarbeitung)

## Orchester
Zwei Oboen, zwei Hörner, Streicher, Basso continuo (Violoncello, Laute, Cembalo).